# 宮崎 (小惑星)
宮崎（みやざき、6905 Miyazaki）は小惑星帯に位置する小惑星。北海道の北見観測所で、円舘金と渡辺和郎が発見した。
東京生まれで、1979年から沖縄で観測を行うアマチュア天文家、宮崎勲にちなんで命名された。